# Matthew Rowley
Matthew Rowley (* 4. Juni 1993 in Red Deer) ist ein ehemaliger kanadischer Skispringer.

## Werdegang
Rowley, der für den Altius Nordic Ski Club startet, begann mit acht Jahren mit dem Skispringen auf nationaler Ebene. Sein internationales Debüt gab er im Rahmen des FIS-Cups auf seinen Heimatschanzen, den Whistler Olympic Park Ski Jumps in Whistler im Februar 2008. Auf Anhieb gewann er dabei mit Rang 23 erste Wertungspunkte. Nachdem er auch im zweiten Springen Punkte gewinnen konnte, erreichte er damit Rang 237 in der FIS-Cup-Gesamtwertung 2007/08. Bei den Kanadischen Meisterschaften im Skispringen 2009 in Whistler gewann er Bronze im Einzelspringen. Im Sommer 2009 verpasste Rowley in Predazzo und Oberwiesenthal die Punkteränge deutlich.
Nach zwei Jahren internationaler Wettkampfpause startete Rowley in Gérardmer wieder im FIS-Cup, wo er auf Platz 17 sprang. Zwei Tage später gab er in Courchevel sein Debüt im Skisprung-Continental-Cup. Nachdem er dort jedoch in beiden Springen erfolglos geblieben war, wechselte er zurück in den FIS-Cup, wo er jedoch nach zwei erfolglosen Springen in Szczyrk erneut eine längere Wettkampfpause einlegte.
Im Januar 2012 wurde Rowley nach zwei guten Ergebnissen bei FIS-Springen in Whistler zurück in den Continental-Cup-Kader berufen. Bis zum Saisonende blieb er jedoch ohne einen einzigen Punkterfolg. Bei den Kanadischen Meisterschaften im Skispringen 2012 in Whistler gewann Rowley zweimal Bronze von der Normal- und der Großschanze. Beim Sommerspringen auf der Bauhenk in Kranj erreichte Rowley als 30. erstmals die Punkteränge im Continental Cup. Trotz dieser persönlichen Bestleistung ging er in der Villacher Alpenarena in Villach nochmals im FIS-Cup an den Start, bevor er im August in den Skisprung-Grand-Prix wechselte. Beim Teamspringen in auf dem Tremplin du Praz in Courchevel erreichte er mit der Mannschaft Rang 13. Nachdem er sich wenige Tage später für das Einzelspringen auf der Rothaus-Schanze in Hinterzarten qualifizieren konnte, erreichte er auf gleicher Schanze mit der Mannschaft als Vierter eine Position nur knapp hinter den Podesträngen. Im Einzelwettbewerb sprang Rowley auf den 29. Platz. Mit den gewonnenen zwei Punkten lag er am Ende auf dem 82. Platz der Grand-Prix-Gesamtwertung der Saison 2012.
Am 23. November 2012 startete er zur Qualifikation für das Springen im Skisprung-Weltcup auf der Lysgårds-Schanze in Lillehammer. Dabei konnte er sich als 55. jedoch nicht qualifizieren und startete lediglich als Teil der Mannschaft gemeinsam mit Alexandra Pretorius, Taylor Henrich und MacKenzie Boyd-Clowes im Mixed-Teamspringen, wo sie mit Rang 13 nur den letzten Platz erreichen konnten. Nachdem Rowley auch in Kuusamo die Qualifikation verpasst hatte, wechselte er zurück in den Continental Cup.
Im Februar 2013 gelang Rowley in Iron Mountain nach langer Zeit wieder ein Punkteerfolg. Es blieb jedoch bis zum Saisonende sein einziger Erfolg. Am Ende erreichte er Rang 183 der Gesamtwertung. Bei den kurze Zeit später stattfindenden Kanadischen Meisterschaften im Skispringen 2013 gewann er nach einem fünften Platz von der Normalschanze die Silbermedaille von der Großschanze.
2014 nahm Rowley an den Olympischen Winterspielen in Sotschi teil. Auf der Normalschanze belegte er in der Qualifikation den 41. Platz und verpasste den Einzug in die Hauptrunde um einen Platz. Auf der Großschanze erreichte er den 38. Platz in der Qualifikation und qualifizierte sich somit für die Hauptrunde. Hier wurde er nach seinem ersten Sprung wegen unkorrekter Kleidung von der Jury disqualifiziert.
Letztmalig nahm er im August 2015 an internationalen Wettkämpfen teil.
Rowley lebt in Calgary.

## Erfolge

### Grand-Prix-Platzierungen
| Saison | Platz | Punkte |
| ------ | ----- | ------ |
| 2012   | 82.   | 002    |

### Continental-Cup-Platzierungen
| Saison  | Platz | Punkte |
| ------- | ----- | ------ |
| 2012/13 | 183.  | 002    |
| 2013/14 | 166.  | 006    |
| 2014/15 | 176.  | 002    |

### FIS-Cup-Platzierungen
| Saison  | Platz | Punkte |
| ------- | ----- | ------ |
| 2007/08 | 237.  | 011    |
| 2011/12 | 114.  | 047    |